# Peter Klitta

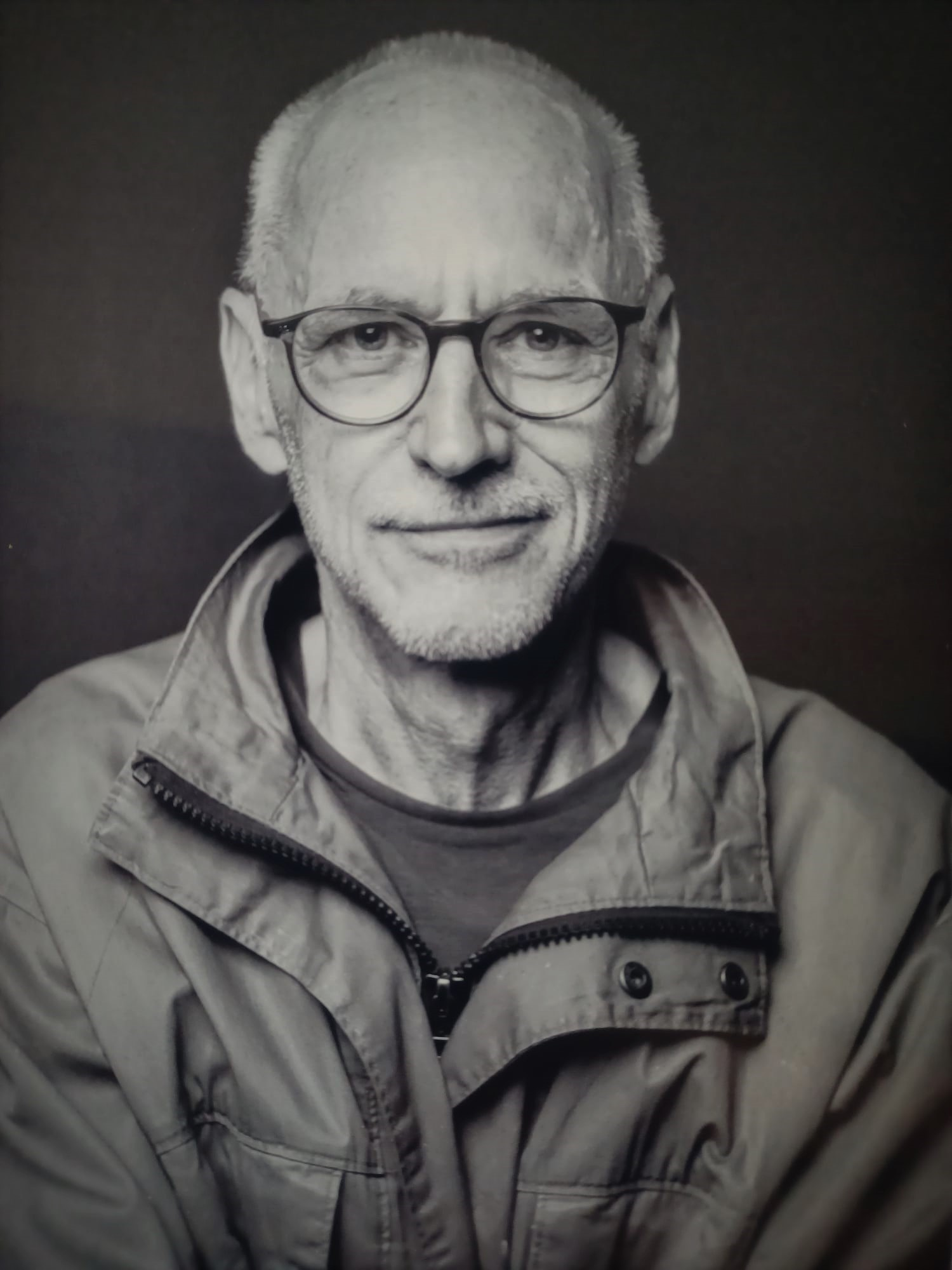
Peter Klitta

Peter Klitta (* 1963 in Ludwigslust) ist ein deutscher Maler. 

## Leben
Peter Klitta ging in Ludwigslust zur zehnklassigen POS und lernte danach 1979 in Güstrow den Beruf des Zimmermanns. Während der Zeit der 1980er Jahre bildete er sein Maltalent im Volkskunstkollektiv des Schweriner Malers Gerhard Reinisch und in der Bezirkskulturakademie Schwerin bei Professor Fritz Eisel aus. Von 1991 bis 1997 studierte Klitta Malerei an der Hochschule für Bildende Künste Dresden. 1999 bekam es ein Reisestipendium, im selben Jahr wurde sein Meisterstudium bei Ralf Kerbach beendet. Es folgten Studienreisen nach Florenz, Venedig und Rom. 2001 verlieh ihm die Hansestadt Rostock ein Atelierstipendium, 2003 folgt ein weiteres vom Land Mecklenburg-Vorpommern. Ein Porträtzyklus für das Messner Mountain Museum führte ihn 2009 nach Italien. Danach wählte er Schwerin zum Lebensmittelpunkt. Viele seiner Werke, die u. a. in seinem Atelier im Kunst Wasser Werk Schwerin entstanden, werden in Mecklenburg-Vorpommern in Einzelausstellungen gezeigt.

## Einzelausstellungen (Auswahl)
- 1999, Schwerin in der Galerie Kavka
- 2001, Düsseldorf im Wilhelm-Marx-Haus
- 2004, im Dom zu Schwerin
- 2006, Lohne, Kunstkreis Die Wassermühle
- 2010, Schwerin, Galerie AG für zeitgenössische Kunst
- 2015, Schweriner Kunstverein und in Warnemünde in der Galerie Joost van Mar[1]
- 2020, Verein Kunst-Wasser-Werk e.V. Schwerin, REBOOT